# Andreï Baklan
Andreï Iakovlevitch Baklan (en russe : Андрей Яковлевич Баклан), né le 23 juillet 1917 à Kalinovka et mort le 20 mai 1985 à Pskov, est un pilote de chasse et As de la Seconde Guerre mondiale russe.
ll fut distingué par le titre de Héros de l'Union soviétique.

## Carrière
Andreï Balkan est né le 23 juillet 1917 au village de Kalinovka (Калиновка), dans l'actuelle oblast de Mykolaïv, en Ukraine. Il fit son apprentissage de pilote dans un aéroclub civil. Ayant rejoint l'Armée rouge en 1938, il obtint l'année suivante son brevet de pilote au collège militaire de l'Air d'Odessa, juste à temps pour participer à la Guerre d'Hiver contre la Finlande, de décembre 1939 à mars 1940.
En juin 1941, il servait au 434.IAP (régiment de chasse aérienne), dans la région de Kalinine, en tant que starshii leitenant (lieutenant). Avec son unité, il connut son heure de gloire lors de la bataille de Stalingrad, plus particulièrement durant la période défensive des combats, à l'automne 1942. C'est à cette occasion qu'il reçut le titre de Héros de l'Union soviétique le 23 novembre. À la même époque, le 434.IAP fut renommé 32.GuIAP (régiment de la Garde) et changea ses Yak-1 contre les nouveaux chasseurs La-5. Andreï Baklan devait encore s'illustrer le 6 mars 1943 en abattant 2 appareils ennemis, le second par taran, abordage volontaire en plein ciel. Au printemps 1944, il fut nommé commandant de la 3e escadrile du 176.GuIAP, au premier front biélorusse, unité avec laquelle il termina la guerre, après avoir été promu au grade de major (commandant).

## Palmarès et décorations

### Palmarès
Andreï Baklan est crédité de 36 victoires homologuées, dont 13 individuelles et 23 en coopération, obtenues au cours de plus de 400 missions.

### Décorations
- Héros de l'Union soviétique le 23 novembre 1942
- Ordre de Lénine
- Trois fois décoré de l'ordre du Drapeau rouge
- Ordre de Souvorov de 3e classe